# クレニアムモン
クレニアムモンはデジタルモンスターシリーズに登場する架空の生命体・デジタルモンスターの一種。

## 概要
デジタルモンスターカードゲームで初登場。名前の由来は頭蓋骨を意味する英単語の一つ「cranium」から。名の由来を強調するかの如く、体の各所に人間の髑髏を模したレリーフが施されている。

## 種族としてのクレニアムモン
イグドラシルにコード操作された「ブラックデジゾイド」の鎧に身を包む、ロイヤルナイツの一体。誰もが最初にその姿を見た時にはウイルス種のデジモンだと思いそうな外見をしており、実際、暗黒騎士型デジモンであるカオスデュークモンの如く魔槍と魔楯を装備する。しかし、れっきとしたワクチン種の聖騎士型デジモンであり、ロイヤルナイツの中で最も礼節をわきまえたデジモンでもある。完璧主義者であるため、イグドラシルから与えられた任務の達成率はロイヤルナイツの中でもトップクラス。戦いにおいては一騎討ちで敵を打ち破ることを信条としていて、敵が強敵であればあるほど彼の悦びは至上のものとなる。

### 基本データ
魔槍「クラウ・ソラス」、魔楯「アヴァロン」はブラックデジゾイドから生み出すことができる。
- 世代/究極体
- タイプ/聖騎士型
- 属性/ワクチン
- 必殺技/エンド・ワルツ
- 得意技/ゴッドブレス
- 装備/魔槍クラウ・ソラス、魔楯アヴァロン
- 所属/ロイヤルナイツ

得意技
ゴッドブレス
アヴァロンから鉄壁の全方位防御を発動し、3秒間だけどんな攻撃も無効化することができる。
必殺技
エンド・ワルツ
クラウ・ソラスを高速回転することで、超音速の衝撃波（ソニックウェーブ）を放つ技。この技を受けた者は、衝撃波により全てのデータを粉砕するまで「踊り」続ける。

#### X抗体版
X抗体を得たことでX-進化した姿。全身のブラックデジゾイドの鎧はさらに禍々しく頑強なものとなり、生半可な攻撃ではむしろ相手の方が傷ついてしまうほどの防御力を誇る。そのため盾の「アヴァロン」はもはや自分には必要のないという自信の表れとして常に背中に仕舞っている。強化された魔槍「クラウ・ソラス」は変形させることで「究極戦十剣ダインスレイヴ」となる。
- 世代/究極体
- タイプ/聖騎士型
- 属性/ワクチン
- 必殺技/グランドグリーズル、ヒャズニング・ワルツ
- 所属/ロイヤルナイツ

必殺技
グランドグリーズル
両腕のブレードを外してトマホークとして投げる。
ヒャズニング・ワルツ
ダインスレイヴを光の速さで回転させ、周囲3キロメートルの目標物を灰燼と化す技。その技を見た者は「攻撃された」という自覚すらないままデータの塵に変わってしまうという。

## 登場人物としてのクレニアムモン

### デジモンセイバーズ
声優は日本語版では神谷浩史、英語版ではHenry Dittman。忠誠心の高さゆえにイグドラシルの人間界破壊の決断に従うが、内心ではイグドラシルの方針を疑問視していた。他のロイヤルナイツが現実世界に侵攻する中、一人イグドラシルの元に残り無敵の盾をもって侵入者を阻む役目を負っていた。英の真意を探るためやってきた大とアグモンに試練を与え、それに応える形で盾を砕かれると大たちの通行を許した。その後、バンチョーレオモンの代わりに世界間の衝突を食い止める。その後イグドラシルに造反し、戦死したロードナイトモンとドゥフトモン以外のロイヤルナイツと共に世界間を支え続け、事態が収拾した後は大たちの健闘を称え、他のロイヤルナイツたちと共にデジタルワールドへ帰っていった。

### デジモンクロスウォーズ (漫画)
第16話からクロスハート・ブルーフレア連合軍の援軍として登場。ロイヤルナイツの古兵（ふるつわもの）。必殺技「エンド・ワルツ」でムゲンドラモンたちの侵攻を食い止めた。
最終決戦後は描写は無いものの、デジタルワールドに残留した。
単行本第4巻に収録されているオマケ漫画「ばぐら家の横顔 第3回」では、作者の中島諭宇樹曰く「実直な古兵。老練な技と無尽蔵な体力で敵軍に消耗を強い続ける」。

### デジモンストーリー サイバースルゥース
声優は堀之紀。ドゥフトモン率いる強硬派の一員として登場。エグザモンにエネルギーを供給する中核を守護しており、エグザモンの弱体化を狙った主人公と対決する。敗北時、ドゥフトモンやロードナイトモンほど人間を憎み切れなかった迷いが敗因につながったと感じつつ消滅する。